# محطة فاندل للطاقة النووية

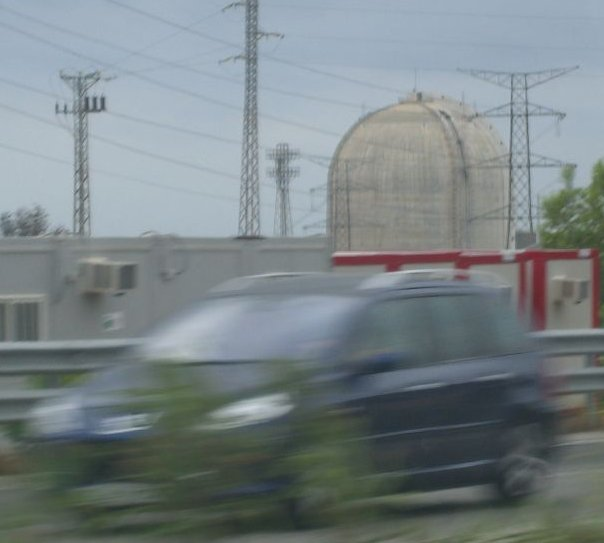
محطة فاندل للطاقة النووية

محطة فاندل للطاقة النووية هي محطة للطاقة النووية في فاندل وتقع في كاتالونيا بإسبانيا.

## نبذة
كانت الوحدة الأولى عبارة عن مفاعل تبريد غاز ثاني أكسيد الكربون بقدرة 508 ميجاوات.

## الإغلاق
```
تم إغلاقه في 31 يوليو 1990 بعد الحادث الذي ألحق أضرار بأحد مولدي 
التوربينات
 في 19 أكتوبر 1989 وتم تعطيل وظائف 
السلامة النووية
 المهمة في المحطة وتم تصنيف الحادث على المستوى 3 في 
المقياس الدولي للحوادث النووية
.
```